# Stella Maeve
Stella Maeve, född 14 november 1989 i Nyack, New York som Stella Maeve Johnston, är en amerikansk skådespelare. Maeve debuterade i dramafilmen Transamerica (2005).  Hon fick sitt stora genombrott 2010 när hon spelade mot Kristen Stewart och Dakota Fanning i filmen The Runaways. Maeve har en av huvudrollerna i Syfy:s TV-serie The Magicians, där hon spelar Julia Wicker.

## Karriär
Efter debutfilmen Transamerica har Maeve haft biroller i serier som Law & Order (2005), Gossip Girl (2008-2009), House (2010-2011), och Law & Order: Special Victims Unit (2006-2016). 2010 spelade hon Sandy West i filmen The Runaways om bandet med samma namn. Sedan 2015 spelar Maeve häxan Julia Wicker i TV-serien The Magicians.

### Film
| År   | Titel                            | Roll                      | Noteringar |
| ---- | -------------------------------- | ------------------------- | ---------- |
| 2005 | Transamerica                     | Taylor                    |            |
| 2006 | Euthanasia                       | Becky                     | Kortfilm   |
| 2007 | The Beautiful Ordinary           | Lighty                    |            |
| 2008 | Harold                           | Shelly Clemens            |            |
| 2009 | Brooklyn's Finest                | Cynthia                   |            |
| 2009 | Asylum Seekers                   | Alice                     |            |
| 2009 | Accused at 17                    | Sarah Patterson           |            |
| 2009 | See Kate Run                     | Sarah                     | TV-film    |
| 2010 | The Runaways                     | Sandy West                |            |
| 2010 | My Super Psycho Sweet 16: Part 2 | Zoe                       | TV-film    |
| 2011 | Lovelives                        | Maddle                    | TV-film    |
| 2012 | CLONED: The Recreator Chronicles | Tracy Bernstein / Tracy 2 |            |
| 2012 | Starlet                          | Melissa                   |            |
| 2013 | Company Town                     | Page                      | TV-film    |
| 2013 | All Together Now                 | Rachel                    |            |
| 2014 | Buttwhistle                      | Missy Blancmange          |            |
| 2014 | The Park Bench                   | Maribel                   |            |
| 2015 | Dark Summer                      | Abby                      |            |
| 2015 | Flipped                          | Nicole Diamond            |            |
| 2016 | Long Nights Short Mornings       | Lily                      |            |
| 2016 | Take the 10                      | Brooke                    |            |
|      | Manson Girls                     | Linda Kasabian            |            |

### TV
| År        | Titel                             | Roll                           | Noteringar |
| --------- | --------------------------------- | ------------------------------ | ---------- |
| 2005      | Law & Order                       | Gloria Barton / Sylvie Skoller | 2 avsnitt  |
| 2007      | The Bronx Is Burning              | Joanne Lomino                  | 1 avsnitt  |
| 2008-2009 | Gossip Girl                       | Emma Boardman                  | 2 avsnitt  |
| 2009      | CSI: Crime Scene Investigation    | Marnie Bennett                 | 1 avsnitt  |
| 2010      | Bones                             | Amber Flaire                   | 1 avsnitt  |
| 2010-2011 | House                             | Kenzie                         | 2 avsnitt  |
| 2012      | Grey's Anatomy                    | Lily Anderson                  | 1 avsnitt  |
| 2013      | Golden Boy                        | Agnes Clark                    | 13 avsnitt |
| 2014      | Rizzoli & Isles                   | Kelsey                         | 1 avsnitt  |
| 2014-2015 | Chicago P.D.                      | Nadia Decotis                  | 19 avsnitt |
| 2006-2016 | Law & Order: Special Victims Unit | Nadia / Leslie Sweeney         | 3 avsnitt  |
| 2015-2016 | The Magicians                     | Julia Wicker                   | 13 avsnitt |